# Tupolev Tu-80
Il Tupolev Tu-80 (in cirillico Туполев Ту-80), fu il prototipo di quello che avrebbe dovuto essere un nuovo bombardiere strategico sovietico, sviluppato a partire dal Tupolev Tu-4.
Venne realizzato in un solo esemplare ed il suo sviluppo fu abbandonato in favore del successivo Tupolev Tu-85.

## Storia

### Sviluppo
Il Tupolev Tu-80 costituiva un primo stadio di sviluppo del precedente modello Tu-4 (a sua volta derivato direttamente dal Boeing B-29 Superfortress): rispetto al precedente, si trattava di un velivolo di maggiori dimensioni ed utilizzava componenti più moderne; il risultato finale di maggior importanza sarebbe stato la maggior autonomia operativa ottenuta grazie alle modifiche introdotte.
La richiesta delle autorità, infatti, prevedeva che l'incremento dell'autonomia fosse nell'ordine del 40% (passando dai 5 000 km del Tu-4 agli almeno 7 000 richiesti per il Tu-80) e che il carico offensivo fosse maggiorato del 50% (passando così da 8 000 a 12 000 kg).
Il previsto impiego di nuove unità motrici (secondo le previsioni gli Shvetsov ASh-2TK oppure i Dobrynin VD-3TK, entrambi all'epoca in fase di sviluppo) doveva anche consentire al velivolo di oltrepassare la soglia dei 600 km/h.
Il lavoro di sviluppo ebbe inizio nel febbraio del 1948 e l'ordine di produzione venne ufficializzato dal Consiglio dei Ministri il 12 giugno dello stesso anno, con l'indicazione che le prove per l'accettazione del nuovo velivolo dovessero iniziare nel luglio dell'anno successivo.
La costruzione del velivolo iniziò nel mese di novembre del 1948, utilizzando il maggior numero possibile di componenti attingendo dalle linee di montaggio del Tu-4 al fine di velocizzare il processo. Poiché i motori originariamente previsti all'epoca non erano stati ultimati nemmeno come prototipi, si decise di installare quattro radiali Shvetsov ASh-73FN analoghi a quelli già impiegati sul predecessore.
La realizzazione del prototipo però non rispettò i tempi stabiliti e, anche in virtù delle aspettative create dallo stadio di sviluppo successivo (quello che sarebbe stato realizzato come Tupolev Tu-85), il 16 settembre del 1949 una nuova delibera del Consiglio dei Ministri stabilì l'abbandono del progetto relativo al Tu-80.
Il prototipo venne comunque completato e portato in volo all'inizio del successivo mese di dicembre: venne impiegato per una serie di prove riguardanti la resistenza strutturale ed altre riguardanti l'utilizzo di vari tipi di eliche. Una volta terminati questi test, concluse la propria esistenza fungendo da bersaglio per bombardieri ed artiglieria.

### Descrizione tecnica
Il Tupolev-Tu 80 ereditava dal diretto predecessore l'ala media e la fusoliera di sezione circolare; quest'ultima tuttavia presentava un maggiore allungamento (oltre 4 metri) ed internamente abbandonava la soluzione del doppio vano per l'equipaggio (caratteristica ripresa dal Boeing B-29) a favore di un'unica ampia sezione pressurizzata nella quale si trovavano le postazioni di tutti gli 11 membri dell'equipaggio.
In quanto alla velatura, l'ala aveva un'apertura di poco superiore a quella del Tu-4 così come incrementi marginali erano stati apportati agli impennaggi.
Come già accennato la motorizzazione del nuovo velivolo venne affidata a quattro radiali Shvetsov ASh-73FN, che sviluppavano una potenza di 2 400 CV al decollo e di 2 000 CV in condizioni normali; apprezzabile ai fini aerodinamici il lavoro di snellimento delle gondole motore che presentavano ora linee più affusolate.
L'incremento nelle dimensioni del Tu-80 consentì di aumentare sensibilmente l'autonomia operativa del velivolo rispetto a quella del Tu-4, tuttavia non era ancora possibile considerare il nuovo bombardiere come "intercontinentale": i 7 000 km previsti non erano ancora in grado di assicurare il ritorno alla base dopo il raggiungimento dei bersagli (all'epoca della guerra fredda situati nel territorio degli Stati Uniti).
L'armamento previsto prevedeva un carico massimo di 12 000 kg di bombe mentre per la difesa avrebbe dovuto rimanere affidato a 10 cannoni Nudelman-Suranov NS-23 calibro 23 mm in 5 diverse postazioni binate, comandate a distanza.